# Teatro Regio Ducale
Il Teatro Regio Ducale (citato a volte come Regio Ducal Teatro) fu il principale teatro di Milano dal 1717 fino al 1776, quando fu danneggiato da un incendio e abbandonato.

## Storia
Le prime strutture deputate all'opera in Milano furono i teatri di corte che si avvicendarono nel cortile di Palazzo Reale: il Salone Margherita eretto nel 1598 e distrutto da un incendio il 5 gennaio 1708 e il Regio Ducal Teatro costruito a spese della nobiltà milanese su progetto di Gian Domenico Barbieri, secondo alcuni con l'aiuto di Domenico Valmagini, allievi entrambi di Francesco Galli da Bibbiena.
L'avvio dei lavori, il 26 aprile 1717, coincide con l'arrivo in città del primo governatore austriaco Massimiliano Carlo Alberto di Löwenstein-Wertheim-Rochefort e può dunque essere letto come una sapiente operazione politica. Offrendo una nuova sede a una tra le più alte espressioni culturali della Città, il nuovo governo cercò di marcare la cesura tra la vecchia e la nuova dominazione e di portare allo stesso tempo dalla propria la parte più influente della società.
La sala, con pianta a "U" ad ali leggermente divergenti, dotata di quattro ordini di trentasei palchi ciascuno e un loggione, fu inaugurata il 26 dicembre dello stesso anno col Costantino di Francesco Gasparini.
Il palco e la platea erano collegati grazie a due ampie scalinate in modo da poter utilizzare il primo in occasione dei balli.
Sopra il proscenio erano collocati due medaglioni, raffiguranti uno l'Imperatore Carlo VI e l'altro una fenice, l'uccello che rinasce dalle proprie ceneri, con la scritta “Rediviva sub optimo Principe hilaritas publica”.
Accanto al teatro furono costruiti un Ridotto e un “Ridottino”, locali deputati al gioco d'azzardo, ma anche pasticcerie, bottiglierie e negozi per bigiotterie e maschere.
Il teatro poté vantare una delle migliori orchestre d'Europa, con un organico stabile di cinquanta elementi.
Per il suo palcoscenico furono commissionate opere di importanti compositori, tra i quali: Nicola Porpora (Siface), Tomaso Albinoni (La fortezza al cimento), Christoph Willibald Gluck (Artaserse, Demofoonte, Sofonisba, Ippolito), Josef Mysliveček (Il gran Tamerlano), Giovanni Paisiello (Sismano nel Mogol, Andromeda), Wolfgang Amadeus Mozart (Mitridate, re di Ponto, Ascanio in Alba, Lucio Silla).

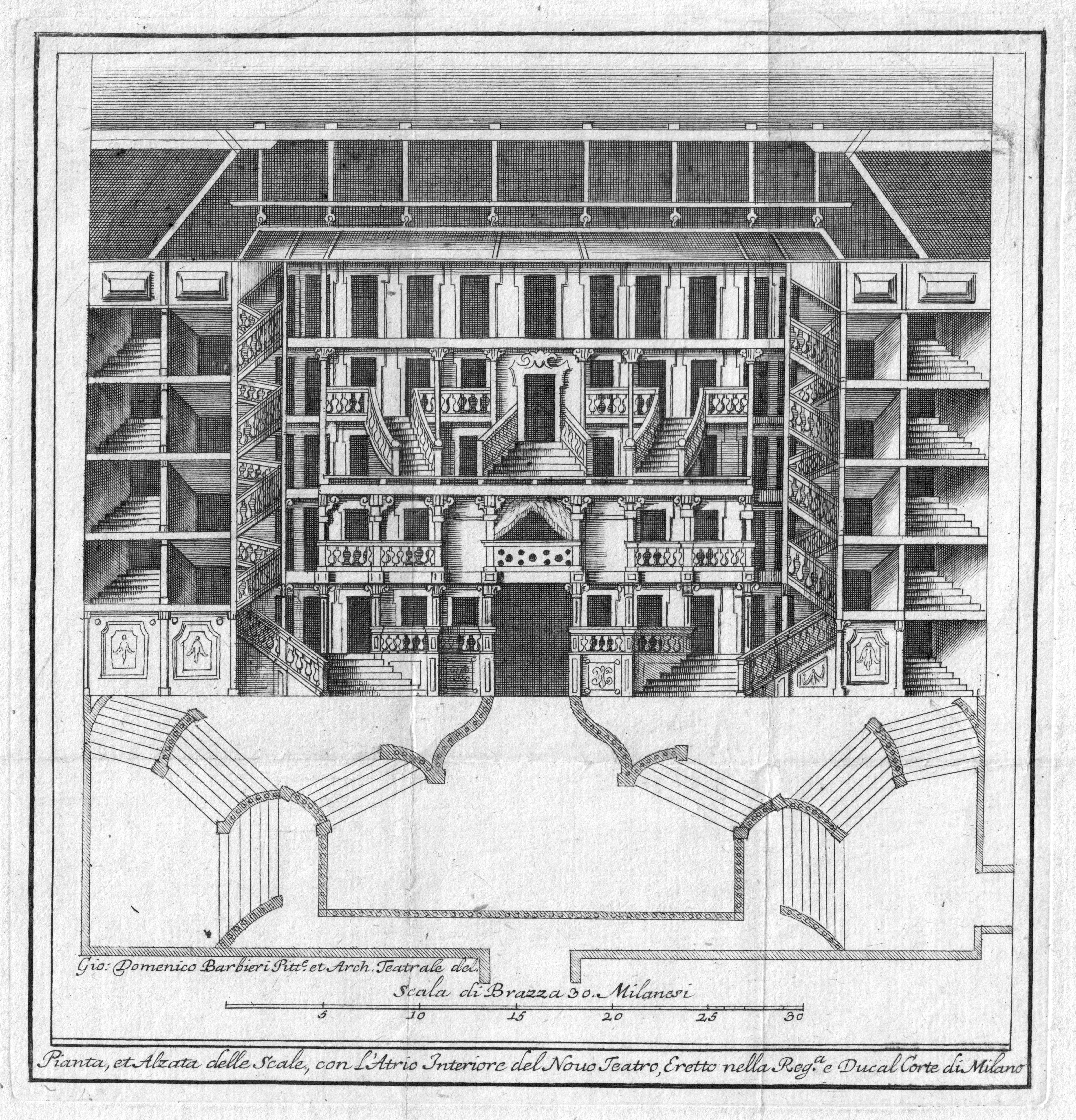
Spaccato delle scale del Teatro (Descrizione di Milano, 1737)

Terminate le recite de La Merope di Tommaso Traetta, la stagione di Carnevale 1776 si concludeva col ballo del Sabato Grasso, il 24 febbraio. A causa forse di negligenza o forse di un'azione dolosa (rumorosa era l'attività teatrale ed insidiosa per il governatore la vicinanza della folla che ogni sera, durante la stagione teatrale, si riuniva a pochi passi dalle sue stanze), un incendio divampò nel pomeriggio del lunedì successivo.
Di fronte alla volontà di ricostruzione della Nobiltà milanese che si disse pronta ad accollarsene le spese, in cambio della proprietà dei palchi, fu incaricato Gian Giacomo III Durini, Conte di Monza ed allora Soprintendente del Teatro Regio Ducale, di trattare col Governo austriaco e in particolare con l'Imperatrice Maria Teresa d'Austria, a lui molto vicina. L'Imperatrice autorizzò con decreto la costruzione, non più in prossimità del Palazzo ma in altra area, di due nuovi teatri: il Nuovo Regio Ducal Teatro alla Scala, oggi chiamato Teatro alla Scala, teatro "nobile" destinato a prendere il posto della vecchia sala, e il Teatro della Cannobiana, più piccolo e "popolare".
Entrambi i progetti, simili tra loro nella tipologia del teatro all'italiana con pianta a ferro di cavallo e con vari ordini di palchi e loggione, furono affidati a Giuseppe Piermarini che già aveva progettato il Teatro di Monza, situato nell'antica Piazza del Mercato, feudo di Gian Giacomo Durini. Il Piermarini eseguì anche il disegno del Teatro Interinale, una struttura temporanea costruita presso la chiesa di San Giovanni in Conca.